# Zagajica
Zagajica (cyr. Загајица) – wieś w Serbii, w Wojwodinie, w okręgu południowobanackim, w mieście Vršac. W 2011 roku liczyła 500 mieszkańców.